# Delta de Kronecker
La delta de Kronecker és una convenció d'escriptura que serveix per expressar i valorar la igualtat o desigualtat entre dues variables. El símbol n'és la lletra grega delta δ i pren el nom del matemàtic Leopold Kronecker. Els valors de les variables, típicament elements de conjunts d'índexs, se solen posar com a subíndexs, δij, o en un superíndex i un subíndex: δji. Els valors són:
| {\displaystyle \delta _{ij}=\delta _{j}^{i}={\begin{cases}0,&{\mbox{si }}i\neq j\\1,&{\mbox{si }}i=j\end{cases}}} |

S'utilitza en molts àmbits de les matemàtiques, (per exemple la matriu identitat es pot escriure com a δij) però naturalment, l'ús de la delta de Kronecker es restringeix a aquells contextos en què els símbols 0 i 1 tinguin sentit, com són, per exemple, el conjunt ℕ dels nombres naturals, anells amb unitat o cossos.

## Processament de senyals digitals
En processament de senyals digitals el mateix concepte és representat com una funció damunt {\displaystyle \mathbb {Z} } (enters):
{\displaystyle \delta [n]={\begin{cases}1,&n=0\\0,&n\neq 0.\end{cases}}}
La funció es refereix com un impuls, o impuls de la unitat. I quan estimula un element del tractament de senyals, la sortida es diu la resposta d'impuls de l'element.

## Propietats de la funció Delta
La Delta de Kronecker té la propietat per la qual {\displaystyle j\in \mathbb {Z} }: 
{\displaystyle \sum _{i=-\infty }^{\infty }a_{i}\delta _{ij}=a_{j}.}
Si els nombres enters es veuen com a espai de mesura, dotat amb la mesura de comptar, després aquesta propietat coincideix amb la propietat definida de la funció de delta de Dirac:
{\displaystyle \int _{-\infty }^{\infty }\delta (x-y)f(x)dx=f(y),}
De fet, la delta de Dirac va ser nomenada a causa de la delta de Kronecker a causa d'aquesta propietat anàloga. En el tractament de senyals és generalment el context (temps discret o continu) que distingeix les funcions de Kronecker i Dirac. I pel conveni, {\displaystyle \delta (t)\,} indica generalment el temps continu (Dirac), mentre que les discussions com a i, j, k, l, m, i n són generalment reservats per al temps discret (Kronecker). Una altra pràctica comuna és representar seqüències discretes amb els claudàtors; així: {\displaystyle \delta [n]\,}. És important observar que el delta de Kronecker no és el resultat de mostrejar la funció de delta de Dirac.
El delta de Kronecker s'utilitza en moltes àrees de les matemàtiques.

### Àlgebra lineal
En àlgebra lineal, la matriu identitat es pot escriure com a {\displaystyle (\delta _{ij})_{i,j=1}^{n}\,}.
Si es considera com a tensor, el tensor de Kronecker, pot ser escrit {\displaystyle \delta _{j}^{i}}
Un altre exemple del seu ús a l'àlgebra lineal és per la base canònica d'un espai vectorial, que compleix {\displaystyle {\vec {e}}_{i}\cdot {\vec {e}}_{j}=\delta _{ij}}